# Weißes L
Das Weiße L (Mythimna (Hyphilare) l-album) ist ein Schmetterling (Nachtfalter) aus der Familie der Eulenfalter (Noctuidae).

## Merkmale

### Falter
Die Falter erreichen eine Flügelspannweite von 29 bis 37 mm. Die Vorderflügel sind länglich mit einer zugespitzten Spitze (Apex).
Ihre Farbe variiert von hellocker bis oliv-grau. Sehr charakteristisch ist ein weißes „L“ etwa in der Mitte der Vorderflügel. Von dieser Zeichnung rührt der Name her. Immer vorhanden ist eine schwarze Wurzelstrieme. Dagegen ist ein heller Schrägstreifen, der zum Apex führt nicht immer deutlich ausgeprägt. Die Flügeläderung ist weiß, vor allem im distalen Teil des Flügels. Die Saumlinie zeigt eine Reihe kleiner schwarzer Dreiecke (Pfeilflecke), die nach außen von einer hellen Linie gefolgt werden. Die Diskalflecke sind nur undeutlich entwickelt. Die Hinterflügel sind hellgrau, bei Weibchen oft etwas dunkler. Die Unterseiten beider Flügelpaare sind hellgrau mit leichter Irideszenz.

### Ei
Das annähernd kugelige Ei ist oben und unten etwas abgeplattet. Die Außenwand ist etwas unregelmäßig mit einer feinen Grubenstruktur. Es ist nach der Ablage zunächst gelbweiß, wird dann dunkler und ist kurz vor dem Schlüpfen der Raupe rötlichgelb.

### Raupe
Die gelblichbraune Raupe weist eine dünne, helle, schwarz gesäumte Rückenlinie auf. Die Nebenrückenlinien sind schwarz und zum Bauch hin von einer hellen Linie begleitet. Die breiten Seitenlinien sind grau und nicht deutlich abgesetzt. Die Tiere besitzen kleine, schwarze Punktwarzen. Der Kopf ist hellbraun mit zwei gebogenen Linien, die Kopfoberseite zeigt drei helle Längslinien.

### Puppe
Die Puppe ist gedrungen und rotbraun. Der Kremaster ist kurz und mit kleinen Borsten besetzt.

## Geographische Verbreitung und Lebensraum
Die Art ist von Nordafrika über West-, Mittel und Südeuropa bis nach Vorder- und Mittelasien verbreitet. Die Verbreitungsgrenze im Norden fluktuiert. Sie tritt am Nordrand des Verbreitungsgebietes auch als Wanderfalter auf, die Art scheint aber mittlerweile bereits in Südengland, Dänemark und Südskandinavien bodenständig zu sein. Die Verbreitungsgrenze verläuft dann von der Ostsee quer durch die baltischen Staaten, weiter südlich von Moskau bis zum Ural.
Die Art kommt vor allem in etwas feuchteren, aber auch trockenen, und warmen Gebieten mit Grasflächen vor. Sie bevorzugt sonnenbeschienene Halbtrockenrasen in aufgelassenen Weinbergen, aufgegebenen Gartenflächen, Geröllfeldern und Böschungen sowie auch Siedlungsgebiete mit entsprechender Vegetation. Die Angabe in vielen älteren Büchern, dass die Art vor allem in Feuchtgebieten ihren Häufigkeitsschwerpunkt hat, trifft zumindest für Baden-Württemberg nicht zu. In den Alpen steigt die Art bis auf 1600 m an. Sie fehlt aber in den höchsten Lagen der Mittelgebirge (im Schwarzwald etwa oberhalb 800 m).

## Lebensweise
Die Art bildet zwei Generationen im Jahr, die Falter fliegen von Mai bis Juli und August bis Oktober. Die Falter sind nachtaktiv und kommen ans Licht; sie können auch geködert werden. Sie wurden beobachtet, wie sie an Blüten des Gemeinen Efeu (Hedera helix), Sommerflieder (Buddleja), Schlingknöterich (Fallopia aubertii) Schilfrohr (Phragmites australis) und Kanadischer Goldrute (Solidago canadensis) Nektar saugten. Interessant ist die Beobachtung, dass die Falter Blüten des Blauen Pfeifengrases (Molinia caerulea) besuchten, als dieses von Mutterkornpilzen (Claviceps) befallen war. Die Eier werden in Reihen in die gefalteten Grasblätter gelegt. Die Eiräupchen schlüpfen innerhalb von zwei Wochen. Die Raupen werden von Oktober bis Mai und von Juli und August gefunden. Sie sind zunächst auch tagaktiv und ernähren sich von
- Fieder-Zwenke (Brachypodium pinnatum)
- Wehrlose Trespe (Bromus inermis)
- Tauber Trespe (Bromus sterilis)
- Gewöhnlichem Knäuelgras (Dactylis glomerata)
- Draht-Schmiele (Deschampsia flexuosa)
- Kriech-Quecke (Elymus repens)
- Schwingel (Festuca)
- Rohr-Schwingel (Festuca arundinacea) (incl. Festuca elatior)
- Echter Schaf-Schwingel (Festuca ovina)
- Wiesen-Lieschgras (Phleum pratense)
- Wegeriche (Plantago)
- Einjähriges Rispengras (Poa annua)
- Hain-Rispengras (Poa nemoralis)
- Wiesen-Rispengras (Poa pratensis)
- Ampfer (Rumex)
- Löwenzahn (Taraxacum)

Die halberwachsene Raupe überwintert. Nach der Überwinterung sind die Raupen ausschließlich nachtaktiv. Sie verpuppt sich in einem Kokon an der Erde. Die Puppenruhe dauert etwa drei Wochen.

## Taxonomie und Systematik
Das Taxon wurde 1767 von Carl von Linné als Phalaena Noctua l-album erstmals wissenschaftlich beschrieben. Die Art wurde in älteren Werken häufig zur Gattung Hyphilare Hübner, 1821 gestellt. Danach erfolgte fast ausschließlich die Zuordnung zur Gattung Mythimna. In den neuesten Werken wird dann Hyphilare Hübner, 1821 als Untergattung zu Mythimna Ochsenheimer, 1816 gestellt und die Art als Mythimna (Hyphilare) l-album bezeichnet.